# Počúvadlo (vodní nádrž)
Vodní nádrž Počúvadlo (slovensky Počúvadlianské jezero, nebo také Počúvadlo-jazero) je jezero umělého původu (tzv. Tajch), nacházející se v okolí Banské Štiavnice u obce Počúvadlo, kde patří mezi nejnavštěvovanější lokality. Rozprostírá se na ploše 12 ha a je oblíbeným letním, ale i zimním rekreačním střediskem pro chataře, turisty, dětské tábory a místem kulturních akcí. Zároveň je východiskem na nejvyšší kopec Štiavnických vrchů Sitno.

## Vznik tajchů
V banskoštiavnické oblasti byl vybudován od počátku 16. stol. do poloviny 19. stol. unikátní vodohospodářský systém umělých vodních nádrží. Systém sestával ze 60 umělých vodních nádrží – tajchů – s celkovým objemem 7 mil. m³, které byly navzájem pospojovány sběrnými strouhami (72 km), náhony (57 km) a spojovacími strouhami. Vzhledem k nedostatku přírodních vodních zdrojů v oblasti se sněhová a dešťová voda zachycovala v sběrných strouhách a kumulovala se ve vodních nádržích. Z nich se voda náhonovými strouhami rozváděla k důlním zařízením. S vybudováním tohoto systému jsou spojena jména Matěje Kornela Hella, Jozefa Karola Hella, ale především významného vědce Samuela Mikovínyho.
Do současnosti se zachovalo 23 těchto vodních nádrží. Počúvadlianské jezero patří mezi ty největší a také nejchladnější. Největší hloubka je 11 m.